# Circuit du Dauphiné
Le Circuit du Dauphiné est un Grand Prix pour Formula libre, organisé à deux reprises à Grenoble au début des années 1930 par l'AC Dauphinois, avec l'aide du Petit Dauphinois.

## Histoire
Disputée durant la première quinzaine du mois d'août, l'épreuve se déroule sur 238,5 kilomètres, grâce à un circuit de 5,3 kilomètres à parcourir à 45 reprises dans le sens horaire. Celui-ci est de forme triangulaire, la pointe nord se situant à Poisat, la base passant par Bajatière à l'ouest (où sont les tribunes), et Eybens à l'est, le tout à une quinzaine de kilomètres de Grenoble, après la "Porte des Alpes" de la ville.
Lors de la première édition, Édouard Grammont, dit "Eddoura", décède en course sur Bugatti Type 35C durant une collision, alors que sa carrière en sport automobile a démarré depuis à peine trois semaines. Il est essentiellement reconnu pour ses performances motocyclistes sur Koehler Escoffier, une marque lyonnaise (victoires notamment en 1929 à la côte de Planfoy, et au kilomètre départ lancé du MC de Lyon sur la route de Grenoble).

## Palmarès
| Année | Vainqueur          | Voiture            |
| ----- | ------------------ | ------------------ |
| 1930  | Philippe Étancelin | Bugatti Type 35C   |
| 1931  | Philippe Étancelin | Alfa Romeo 8C 2300 |

## Remarques
- En 1930 une autre course est mise sur pied pour cyclecars, remportée par José Scaron sur Amilcar C6, et en 1931 deux autres se disputent aussi, en moins de 1 100 cm3 (Scaron encore vainqueur) et moins de 1 500 cm3[7] (gagnant Frédéric Toselli sur Bugatti Type 37A).
- Après-guerre, un nouveau "circuit du Dauphiné" toujours de forme triangulaire mais long cette fois de seulement 2,2 kilomètres est réutilisé avec les tribunes de Bajatière, pour exclusivement des courses motocyclistes de 1947 à 1955[8].